# 새천안교통
새천안교통은 충청남도 천안시의 시내버스 운송 기업이다.

## 역사
2017년 2월 충청남도 천안시에서 시내버스 사업을 하던 건창여객이 경영난으로 법정관리를 신청하고 M&A 매물로 나오자, 한양고속에서 새천안교통이라는 법인을 설립하여 건창여객의 자산 전부를 양수하였다.
2017.07.05 법원 M&A를 통한 건창여객합자회사 인수 목적으로 한양고속에서 법인 설립 (상호명: 유한회사 새천안교통)

2017.07.24 건창여객합자회사 매각 우선협상대상자로 한양고속 선정.

2017.10.27 대전지방법원 회생계획 인가 결정 공고. (건창여객 자산 전부의 양도.양수 결정)

2019.09. 사모투자회사에서 한양고속을 인수한 후, 보유하고 있던 새천안교통 지분 전체를 매각하며 계열 분리.

## 운행 노선
| 운행업체   | 보유 노선수 | 면허 대수 | 등록 대수 |
| ---------- | ----------- | --------- | --------- |
| 새천안교통 | 159         | 145       | 145       |

## 보유 차량
자일대우버스
- 자일대우 레스타
- 자일대우 BS090 뉴 로얄미디
- 자일대우 BS106 뉴 로얄시티

현대자동차
- 현대 뉴 카운티
- 현대 그린시티
- 현대 뉴 슈퍼 에어로시티
- 현대 저상 뉴 슈퍼 에어로시티
- 현대 일렉시티
- 현대 카운티 일렉트릭
- 현대 스타리아

KGM커머셜
- 에디슨모터스 E-화이버드
- KGM 스마트 110